# Oficina Internacional Nansen para los Refugiados
La Oficina Internacional Nansen para los Refugiados, en francés Office International Nansen pour les Réfugiés, fue una organización de la Sociedad de Naciones, que se encargó internacionalmente de los refugiados en las áreas de conflictos y en apátrida bélicos entre 1930 y 1939. Recibió el Premio Nobel de la Paz en 1938 por su labor.

## Historia
La Oficina Internacional Nansen para los Refugiados fue creada en 1930 por la Sociedad de Naciones, poco después de la muerte de Fridtjof Nansen, de quien se adoptó su nombre, con el propósito de seguir su labor internacional en pro del refugiado. La organización se dedicó a proveer sustento material y político a los refugiados. La ayuda no se destinó a ayudar a los refugiados de la Alemania Nazi o de la dividida España por la Guerra Civil, aun cuando muchos países declinaron aceptar a estos refugiados. A pesar de estos problemas, la organización recibió el Premio Nobel de la Paz en 1938, pero, dado que la organización se disolvió poco después, la ayuda económica fue a parar a manos de otras organizaciones creadas por la Sociedad de Naciones.